# Will Brill
Will Brill (* 11. Juli 1986 in Menlo Park, Kalifornien) ist ein US-amerikanischer Schauspieler. Bekanntheit erlangte er vor allem durch seine Rollen aus den Serien The OA und The Marvelous Mrs. Maisel.

## Leben und Karriere
Will Brill stammt aus Menlo Park in Kalifornien. Er besuchte die Gunn High School in Palo Alto und studierte anschließend an der Carnegie Mellon University in Pittsburgh. Seine erste Rolle vor der Kamera übernahm er 2008 als Slim im Film Faith. In der Folge trat er in einer Reihe von weiteren Independentfilmen auf. 2012 trat er als Wells im Filmdrama Not Fade Away auf. Daneben war er unter anderem in den Serien Louie, Gotham, The Blacklist, The Knick, Elementary, Person of Interest und Navy CIS: New Orleans in Gastrollen zu sehen.
Von 2016 bis 2019 war Brill als Scott Brown in einer Nebenrolle in der Netflix-Serie The OA zu sehen. Seit 2017 gehört er als Noah Weissman zu Besetzung der Serie The Marvelous Mrs. Maisel. 2018 spielte er eine kleine Rolle im Thriller Unsane – Ausgeliefert. Neben seinen Film- und Serienrollen steht Brill regelmäßig am Theater auf der Bühne. So spielte er unter anderem 2009 im Theaterstück Unsere kleine Stadt am Off-Broadway die Rolle des Joe Crowell. 2019 stand er für das Revival des Musicals Oklahoma! in der Rolle des Ali Hakim am Broadway auf der Bühne. Für seine Theaterrolle im Broadway Stück Stereophonic gewann er 2024 seinen ersten Tony Award in der Kategorie Bester Nebendarsteller in einem Musical.

## Filmografie (Auswahl)
- 2008: Faith
- 2010: Louie (Fernsehserie, Episode 1x08)
- 2012: Girls Against Boys
- 2012: King Kelly
- 2012: Not Fade Away
- 2013: Beside Still Waters
- 2015: Up the River
- 2015: Don’t Worry Baby
- 2015: Gotham (Fernsehserie, 2 Episoden)
- 2015: The Blacklist (Fernsehserie, Episode 3x05)
- 2015: The Knick (Fernsehserie, Episode 2x03)
- 2015: Elementary (Fernsehserie, 2 Episoden)
- 2016: The Eyes of My Mother
- 2016: Person of Interest (Fernsehserie, Episode 5x11)
- 2016–2019: The OA (Fernsehserie, 12 Episoden)
- 2017: Navy CIS: New Orleans (NCIS: New Orleans, Fernsehserie, Episode 4x04)
- 2017–2023: The Marvelous Mrs. Maisel (Fernsehserie)
- 2018: Unsane – Ausgeliefert (Unsane)
- 2018: Slice
- 2018: Ride
- 2019: Test Pattern
- 2020: The Scottish Play
- 2021: To the Moon
- 2023: Fellow Travelers (Fernsehserie, 6 Episoden)
- 2024: The Walking Dead: The Ones Who Live (Fernsehserie, Episode 1x05)